# 小林文朋
小林文朋（こばやし ふみとも、1975年10月24日 - ）は、日本の映像ディレクター、エディター。新潟県新潟市出身。血液型はO型。

## 人物
- 有限会社ファイナリストを設立（2006年3月17日）。代表取締役。
- 文化服装学院 非常勤教師（2019年〜）

## 主な作品

### 映画

#### 2024年
- 「もし君があの日の僕になっても」黒崎真音ドキュメンタリー映画（監督、撮影、編集）

### TV-CM

#### 2012年
- 富士通FMV「My Cloud」篇（ディレクター、エディター）

#### 2016年
- パナソニック エボルタ 「世界最長距離有人飛行チャレンジ」篇（エディター）

#### 2017年
- パナソニック エボルタNEO 「フィヨルド1000ｍ登頂チャレンジ」篇（エディター）
- 講談社 『月刊少年マガジン』 「読むと人生が変わる」（ディレクター、エディター）
- 講談社 『月刊少年マガジン』 「読めば広がる君の世界」（ディレクター、エディター）

#### 2018年
- ハズキルーペ 「親子でデート」篇（エディター）
- ハズキルーペ 「渡辺謙さん・菊川怜さん プレゼン」篇（エディター）
- ハズキルーペ 「クラブ」篇（エディター）
- パナソニック エボルタNEO 「世界最長遠泳チャレンジ」篇（エディター）

#### 2019年
- SoftBank　ギガ国シリーズ（エディター）

#### 2022年
- ミスタードーナツ「桜もちっとドーナツ」（エディター）

#### 2023年
- Reebok SixTONES

### ミュージック・ビデオ

#### 2013年
- LinQ 「ゴーイングマイウェイ！」（ディレクター、エディター）
- AAA「Love Is In The Air」（エディター）

#### 2014年
- ゆず 「ひだまり」（エディター）
- 久保田利伸 「Free Style」（エディター）
- World Order 「HAVE A NICE DAY」（エディター）

#### 2015年
- 浜崎あゆみ「Warning」（エディター）
- AAA「LOVER」（エディター）

#### 2016年
- GReeeeN「始まりの歌」（エディター）

#### 2017年
- JONAS BLUE 「We could go back」（エディター）
- GENERATIONS from EXILE TRIBE 「太陽も月も」（エディター）
- GENERATIONS from EXILE TRIBE「空」（エディター）

#### 2018年
- AKB48 「Teacher Teacher」（エディター）
- amazarashi 「リビングデッド」（エディター）

#### 2022年
- 黒崎真音「Singularity」（ディレクター、エディター）
- 黒崎真音「more<STRONGLY」（ディレクター、エディター）

### ショートフィルム

#### 2018年
- 「東京彗星」（エディター）

#### 2019年
- その瞬間、僕は泣きたくなった-CINEMA FIGHTERS project-　「GHOSTING」佐野玲於主演（エディター）

#### 2023年
- 「SAMURAI SWORDFISH」（エディター）
- 「MASKAHOLIC」剛力彩芽主演（エディター）

### ライブDVD

#### 2017年
- シアターブルック「“THANK YOU"〜シアターブルック結成30周年記念PARTY」（ディレクター、エディター、カメラ）